# Józef Mroszczak
Józef Mroszczak (ur. 11 maja 1910 w Nowym Targu, zm. 19 września 1975 w Warszawie) – polski grafik, twórca plakatów.

## Życiorys
W latach 1930–1934 studiował w Państwowej Szkole Sztuk Zdobniczych i Przemysłu Artystycznego w Krakowie, a w latach 1934–1937 w Kunstgewerbeschule w Wiedniu. Dyplom otrzymał na Akademii Sztuk Pięknych w Warszawie (ASP). W 1937 współorganizował Wolną Szkołę Malarstwa i Rysunku w Katowicach. W latach okupacji hitlerowskiej przebywał w Nowym Targu, gdzie uczył rysunku i reklamy w miejscowej Szkole Handlowej.
W 1952 prowadził Katedrę Grafiki Użytkowej na stołecznej ASP. W 1956 otrzymał tytuł profesora zwyczajnego. Był przewodniczącym na Polskę Alliance Graphique International i wiceprezesem International Council of Graphic Desing Associacion.
Inicjator i współorganizator pierwszego na świecie Muzeum Plakatu w Wilanowie. Pomysłodawca i twórca Międzynarodowego Biennale Plakatu w Warszawie. Współzałożyciel pisma „Projekt”. Członek Rady Wzornictwa przy Urzędzie Rady Ministrów, Wyższego Szkolnictwa Artystycznego w Ministerstwie Kultury i Sztuki oraz Rady Kultury. Autor publikacji „Polska Sztuka Plakatu” z 1963 roku. 
Uznawany, obok Henryka Tomaszewskiego, za twórcę polskiej szkoły plakatu.
Pochowany na cmentarzu Wojskowym na Powązkach w Warszawie (kwatera C2-tuje-12).

## Odznaczenia i nagrody
- Złoty Krzyż Zasługi (22 lipca 1952)[3]
- Nagroda Państwowa II stopnia (1968)[4]